# Džemal Berberović
Džemal Berberović (Sarajevo, 5 november 1981) is een Bosnisch betaald voetballer die bij voorkeur als verdediger speelt. 

## Clubcarrière
Berberović stootte door vanuit de jeugdopleiding van FK Sarajevo, waarvoor hij van 1999 tot en met 2002 in de hoofdmacht speelde. Hij verruilde in juni 2010 Denizlispor voor Litex Lovetsj. Sinds het seizoen 2011-2012 staat hij onder contract bij de Duitse club MSV Duisburg.

## Interlandcarrière
Berberović kwam in totaal 33 keer uit voor het Bosnisch voetbalelftal in de periode 2003–2010. Onder leiding van bondscoach Blaž Slišković maakte hij zijn debuut op 12 februari 2003 in de vriendschappelijke uitwedstrijd tegen Wales (2-2), net als doelman Kenan Hasagić (FK Željezničar) en invaller Mirko Hrgović (NK Široki Brijeg).